# Sânzieni
Sânzieni (węg. Kézdiszentlélek) – wieś w Rumunii, w okręgu Covasna, w gminie Sânzieni. W 2011 roku liczyła 2730 mieszkańców.